# Doug Daniels
Douglas Daniels (21 tháng 8 năm 1924 – 2004) là một cầu thủ bóng đá người Anh thi đấu ở vị trí thủ môn ở Football League.